# Virmond
Virmond est une municipalité brésilienne située dans l'État du Paraná.